# Anthoúsa (Attique)
 (novembre 2018).
Si vous disposez d'ouvrages ou d'articles de référence ou si vous connaissez des sites web de qualité traitant du thème abordé ici, merci de compléter l'article en donnant les références utiles à sa vérifiabilité et en les liant à la section « Notes et références ».
Pour les articles homonymes, voir Anthousa.
Anthoúsa (grec moderne : Ανθούσα, du grec ancien : ἀνθοῦσα / anthoûsa, « celle qui fleurit », « celle qui est en fleur ») est une ville de l’Attique de l'Est, en Grèce. Depuis la réforme de 2011 du gouvernement local, elle fait partie du dème de Pallíni dont elle est un des districts municipaux.

## Géographie
Anthoúsa est située dans la partie orientale de l'agglomération d'Athènes. Elle se trouve sur le contrefort sud du Pentélique. Elle est à 14 km du centre-ville d'Athènes.